# Dežela Franca Jožefa
Dežêla Fránca Jóžefa (tudi Zêmlja Fránca Jóžefa) (rusko Земля Франца-Иосифа, Zemlja Franca Josifa) je otočje v Arktičnem oceanu (Severnem ledenem morju), severno od Nove dežele in zahodno od Svalbarda. Spada v Arhangelsko oblast in predstavlja najsevernejšo otoško skupino Evrazije, saj leži med 80° in 81,9° severne zemljepisne širine. Najsevernejša točka je Rt Fligely (August von Fligely) na Rudolfovem otoku (Ostrov Rudolfa), otočje pa je le 885 km oddaljeno od severnega tečaja. Sestavlja ga 191 z ledom pokritih in večinoma nenaseljenih otokov. Eden izmed njih se imenuje tudi po Celovcu (Остров Клагенфурт).
Otočje je vulkanskega nastanka, sestavljajo ga terciarne in jurske bazaltne kamnine. Čeprav otočje večinoma prekriva led, na nekaterih območjih rastejo tudi mahovi in lišaji. Severovzhodni del otočja vse leto obdaja skladasti led. Največji Georgov otok (Zemlja Georga) je dolg 110 km. Najvišja točka na otočju je 620 m nad morjem.

## Zgodovina
Otočje je 30. avgusta 1873 odkrila avstro-ogrska polarna odprava Karla Weyprechta in Juliusa von Payerja z bojno ladjo SMS Tegetthoff, ki jo je financiral grof Hans Wilczek, in ga poimenovala po avstrijskem cesarju Francu Jožefu. Raziskoval ga je tudi Fridtjof Nansen. Leta 1926 je otočje v last prevzela Sovjetska zveza, nakar je bilo zaradi strateške pomembnosti, posebno kasneje v obdobju hladne vojne, zaprto za tujce. Na njem so zgradili tudi različne vojaške objekte.